# Argento (colore)
Argento è la tonalità metallica del colore grigio che in araldica non è distinta dal bianco.
La sensazione visiva associata solitamente all'argento è quella di vedere il lustro del metallo.
Questa luminosità non può essere riprodotta da un colore semplice, perché l'effetto lucido è dovuto alla luminosità del materiale che varia con l'angolo della superficie rispetto alla sorgente di luce. Di conseguenza nell'arte viene utilizzata di solito una vernice metallica che brilla come argento reale.
Dalla versione 3.2 dell'HTML "argento" è il nome di uno dei 16 colori base VGA.